# Kuzicus denticulatus
Kuzicus denticulatus är en insektsart som först beskrevs av Heinrich Hugo Karny 1926.  Kuzicus denticulatus ingår i släktet Kuzicus och familjen vårtbitare. Inga underarter finns listade i Catalogue of Life.